# Primum vivere deinde philosophari
Primum vivere deinde philosophari (alhoewel er geen komma staat, leest men de zin met een pauze na vivere; philosophari is een deponens en eindigt op  'i') is een Latijnse uitdrukking die betekent "eerst leven, dan filosoferen". 
Deze klassieke wijsheid zet aan tot het zich niet verliezen in allerlei theorieën en onnodige bespiegelingen, met weinig realiteitszin, maar eerst te voorzien in de eigen materiële behoeften, van het leven te genieten en de nodige levenservaring op te doen, vooraleer over het menselijk bestaan te filosoferen.
De uitdrukking wordt van oudsher toegeschreven aan de Engelse filosoof Thomas Hobbes (1588-1679), maar is waarschijnlijk veel ouder. Vele bronnen schrijven die toe aan Aristoteles.
Er bestaan ook alternatieve formuleringen van deze Latijnse uitdrukking, waarmee het primaat van de lichamelijke genoegens over het geestelijke wordt benadrukt: Primum manducare, deinde philosophari ("Eerst eten, dan filosoferen"), Primum panem, deinde philosophari ("Eerst het brood, dan de filosofie"), Primum bibere, deinde philosophari ("Eerst drinken, dan filosoferen").
In het Duits bestaat een conceptueel verwante zegswijze: “Erst kommt das Fressen, dann kommt die Moral.” (‘Eerst komt het vreten, en dan komt de moraal’), uit de Driestuiversopera uit 1928, van Kurt Weill en Bertolt Brecht. 
Wie, omgekeerd, contingente behoeften of zelfs lijfsbehoud ondergeschikt maakt aan hooggestemde idealen, leeft volgens het adagium : Navigare necesse est, vivere non est necesse ("varen is noodzakelijk, het leven is dat niet"). Die stelregel wordt door Plutarchus toegeschreven aan Pompeius, die tijdens een zware storm zeilers gebood om met een schip vol voedsel uit Afrika naar Rome te varen:
Toen ze op het punt stonden om uit te varen, maar er stormwind op zee was en de stuurmannen tegenpruttelden, beval hij, die als eerste aan boord was, het anker te lichten en schreeuwde hen toe: "Varen is noodzakelijk, het leven is dat niet!"— Plutarchus, Parallelle Levens, 50.1.